# Maurice Leenhardt
Maurice Leenhardt (Montalban, 9 de març de 1878 - París 26 de gener de 1954) fou un pastor i etnòleg francès, especialista del poble canac de Nova Caledònia.

## Missió a Nova Caledònia
A principis del segle XX les autoritats protestants estan preocupats per l'evangelització dels canacs en competència amb els pares maristes (catòlics): Maurice Leenhardt fou enviat com a missioner per la Societat Missionera Evangèlica de París el 1902 a Nova Caledònia, on va fundar la missió de « Dö nèvâ », a la Vall Houaïlou. Amb pocs missioners, i sobretot perquè els missioners anglicans eren més antics, tractà de comprendre la mentalitat de la gent que es deia en vies d'extinció: va duplicar en nombre als trenta anys.
Quan va arribar a Nova Caledònia, Maurice Leenhardt fou acollit amb aquestes paraules de l'alcalde de Nouméa : « Què veniu a fer aquí ? En deu anys no hi haurà pas canacs ». S'esforçà a lluitar contra el lent genocidi, va combatre l'alcoholisme que devastava el poble canac. Va traduir el Nou Testament en llengua Houailou amb l'ajuda dels seus primers estudiants. Sobretot, des del punt de vista científic, aconseguí que els seus estudiants canacs escrivissin en llengua de la vall de Houaïlou, o fins i tot en el paicî de més al nord, alguns mites sota una descripció de les institucions tradicionals, texts que va publicar sota els seus noms. El principal i més prolífic d'aquests autors és el pastor Bwesou Eurijisi, que deixarà desenes de quaderns ben informats.
Tornà a la metròpoli en 1927 on v fundar la Société des Océanistes al Museu de l'Home en 1945, reprenent en 1940 la càtedra de Marcel Mauss a la Va secció, ciències religioses, de l'École pratique des hautes études.
Després d'una tercera estada de dos anys a Nova Caledònia, en el marc d'una missió del nou CNRS, va establir el 1944 els ensenyaments de llengües oceàniques a l'École des langues orientales.

## Aportacions a l'etnologia
Sense haver teoritzat, les aportacions de Maurici Leenhardt a l'etnologia són considerables.
Abans de Bronislaw Malinowski va practicar l'etnologia de camp defensada per Marcel Mauss des de la seva oficina de París. Durant cinc anys va practicar l'observació participant i la recerca activa, virtuts que es va redescobrir només en la dècada de 1960.
Maurici Leehnhardt no era un dogmàtic i de totes aquestes contribucions, no ha intentat fer escola. No obstant això, fou un dels primers a considerar el fenomen social en la seva totalitat i estudiar tant la lingüística, l'art, mites o activitats tradicionals del poble canac. Fou el primer autor francès a teoritzar l'existència de "pensament mític." Claude Lévi-Strauss es va fer càrrec d'aquest terme.

### Obres de Maurice Leenhardt
- 1902: Le Mouvement éthiopien au sud de l'Afrique. (rééd. 1976, Académie des sciences d'outre-mer)
- 1909: La Grande Terre. (Brochure, Société des missions évangéliques, Éd. augmentée en 1922)
- 1922: Traduction du Nouveau Testament en langue houaïlou. ()
- 1930: Notes d'ethnologie néo-calédonienne. (Institut d'ethnologie)
- 1932: Documents néo-calédoniens. (Institut d'ethnologie)
- 1935: Vocabulaire et grammaire de la langue houaïlou. (Institut d'ethnologie)
- 1937: Gens de la Grande Terre. (Gallimard)
- 1938: Alfred Boegner. (Société des missions évangéliques)
- 1946: Langues et dialectes de l'Austro-Mélanésie. (Institut d'ethnologie)
- 1947: L'art océanien. (Éd. du Chêne)
- 1947 : Do Kamo. La personne et le mythe dans le monde mélanésien. (Gallimard, 1947, 1971, 1985)
- Plusieurs articles dans le journal de la société des océanistes.
- 1958 Notes de sociologie religieuse sur la région de Canala (Nouvelle-Calédonie), Cahiers Internationaux de Sociologie (FRA), 1958, Vol. 24. (préfacé et annoté par Jean Guiart). Descarregable de l'IRD (Institut de recherche pour le développement, ex. ORSTOM) [Enllaç no actiu]

### Sobre Maurice Leenhardt
- Maurice Leenhardt. Personne et mythe en Nouvelle Calédonie. James Clifford (Éditions Jean-Michel Place, 1987).
- Maurice Leenhardt, missionnaire et sociologue. Jean Guiart, Monde Non Chrétien, 1955, 13 p. L'article est téléchargeable sur le serveur de l'IRD (ex. ORSTOM) Arxivat 2004-04-19 a Wayback Machine.
- Destin d'une église et d'un peuple : Nouvelle-Calédonie 1900-1959 : étude monographique d'une œuvre missionnaire protestante. Jean Guiart (Paris FR), 1959, 88 p). L'ouvrage est téléchargeable sur le serveur de l'IRD (ex. ORSTOM) Arxivat 2004-05-26 a Wayback Machine.
- Jean Guiart, "Maurice Leenhardt, Le lien d'un homme avec un peuple qui ne voulait pas mourir", Le Rocher-à-la-Voile, Nouméa 1997
- Jean Guiart, "Bwesou Eurijisi, Le premier écrivain canaque", Le Rocher-à-la-Voile, Nouméa 2003
- Historique de la section langues océaniennes de l'INALCO, avec une longue notice biographique sur Maurice Leenhardt par J. de Lafontinelle. Article extrait de l'ouvrage : Langues'O 1795-1995 : deux siècles d'histoire de l'École des Langues Orientales, textes réunis par Pierre Labrousse. Éditions Hervas. Paris 1995.  Arxivat 2007-09-28 a Wayback Machine.
- Jacqueline, Louisa Roumeguere-Eberhardt, « Actualité de l'œuvre de Maurice Leenhardt pour les études africanistes », in Le Monde Non-Chrétien, numéro 71-72, juillet-décembre, 1964